# Giao hưởng số 6 (Mozart)

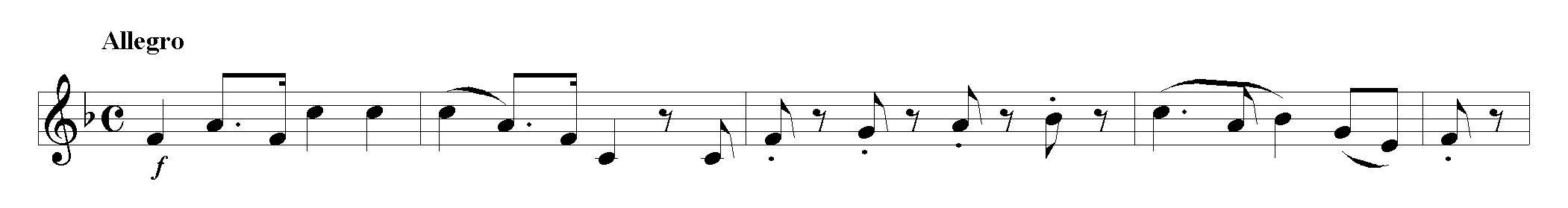
Phần mở đầu của bản giao hưởng số 6 của Mozart

Giao hưởng số 6 cung Fa trưởng, K. 43 là bản giao hưởng của nhà soạn nhạc người Áo Wolfgang Amadeus Mozart. Bản giao hưởng này được viết vào năm 1767. Theo Alfred Einstein trong bản sắp xếp lại danh sách Köchel được xuất bản năm 1937 do chính ông làm, có lẽ bản giao hưởng được bắt đầu viết ở Viên và kết thúc ở Olomouc, một thị trấn Moravia. Thị trấn đó là nơi gia đình Mozart lánh nạn khỏi nạn đậu mùa tại Viên. Bản giao hưởng gồm 4 chương và là tác phẩm đầu tiên của Mozart được viết trên cung Fa. Buổi biểu diễn ban đầu của tác phẩm này là tại Brno vào ngày 30 tháng 12 năm 1767. Ngày nay, bản viết của nó được lưu giữ tại Biblioteka Jagiellońska tại Kraków.
Các nhạc cụ tham gia biểu diễn bản giao hưởng này gồm: 2 sáo, 2 oboe, 2 horn, bassoon, đàn dây và đàn phím continuo. Sáo được sử dụng ở chương 2 của bản giao hưởng để thay thế oboe. Ở thời điểm đầu của một bản giao hưởng, Mozart sử dụng hai nhóm viola tách biệt một cách bắt buộc. Bản giao hưởng số 6 là bản giao hưởng có 4 chương đầu tiên của Mozart. Trong bản giao hưởng này, ông đã thêm minuet và trio như là lần đầu tiên trong các bản giao hưởng của mình. Đây là điều dễ thấy trong các bản giao hưởng về sau của nhà soạn nhạc Áo. 4 chương của bản giao hưởng số 6 gồm:
1. Allegro, nhịp 4/4
2. Andante, nhịp 2/4
3. Menuetto và Trio, nhịp 3/4
4. Allegro, nhịp 6/8.

Chương Andante sử dụng một chủ đề trong bản giao hưởng tiếng Latin trong phần đầu sự nghiệp của Mozart, Apollo et Hyacinthus, K. 38, mà ở đỏ "những violin câm lặng cất lên những phút giây pizzicato và những cây viola bị chia tách, một hiệu ứng đầy say mê". Bản giao hưởng được thêm vào một buổi hòa nhạc được sắp xếp bởi Bá tước của Schrattenbach, anh trai của Giám mục tại Salzburg, quê hương của Mozart. Sau đó bản giao hưởng này được chuyển đi biểu diễn bởi gia đình của Mozart vào ngay 30 tháng 12 năm 1767 tại Taverna ở Brno. Một tu sĩ địa phương ghi nhận: "Tôi đã chờ đợi một buổi hòa nhạc có tính chất âm nhạc trong một ngôi nhà trong thành phố có tên "Taverna", ở đó có một câu bé đến từ Salzburg 7 tuổi và chị của cậu bé ấy 15 tuổi, mang theo nhiều nhạc cụ có từ người dân Brno, đã làm mọi người kinh ngạc".